# Аламданга
Аламданга (бенг. আলমডাঙ্গা, англ. Alamdanga) — город и муниципалитет на западе Бангладеш, административный центр одноимённого подокруга. Площадь города равна 9,59 км². По данным переписи 2001 года, в городе проживало 25 967 человек, из которых мужчины составляли 50,44 %, женщины — соответственно 49,56 %. Уровень грамотности населения составлял 43 % (при среднем по Бангладеш показателе 43,1 %).